# Automeris alticola
Espèce
Automeris alticola est une espèce de papillon de la famille des Saturniidae.